# تنبيه العلاج الكهربي القحفي

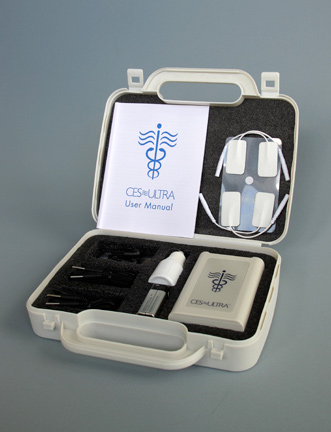

تنبيه العلاج الكهربي القحفي (اختصارًا CES) (بالإنجليزية: Cranial electrotherapy stimulation)‏ هو شكل من أشكال التنبيه العصبي حيث يوصل تيارًا صغيرًا نابضًا ومتناوبًا عبر أقطاب كهربائية إلى الرأس. حيث يستخدم التحفيز الكهربائي في الجمجمة في علاج مجموعة حالات متنوعة مثل القلق والاكتئاب والأرق. لقد اُقترح CES كعلاج محتمل للصداع، الألم العضلي الليفي، التوقف عن التدخين، والإقلاع عن تعاطي المواد الأفيونية، ولكن هناك القليل من الأدلة على فعاليته في العديد من هذه الحالات والأدلة على استخدامه في الاكتئاب الحاد ليست كافية لتبريرها.

## الاستخدامات الطبية
وتبين من عرض كوكرين في عام 2014 أن الأدلة غير كافية لتحديد ما إذا كانت اأجهزة التحفيز الكهربي مع تيار متناوب أمنة وفعالة لمعالجة الاكتئاب أم لا.
وجدت مراجعة منهجية لعام 2018 أن الأدلة غير كافية على أن التحفيز الكهربي في الجمجمة له تأثيرات مهمة طبيًا على الألم العضلي الليفي أو الصداع أو الألم العصبي العضلي الهيكلي أو ألم المفاصل التنكسية أو الاكتئاب أو الأرق ؛ تشير أدلة منخفضة القوة إلى وجود فائدة بسيطة في حالة المرضى الذين يعانون من القلق والاكتئاب.

## وصف
توضع الأقطاب الكهربائية على شحمة الأذن، أو المفصل الفكي -القذالي، أو عمليات الخشاء أو المعابد.
على الرغم من التاريخ الطويل لأجزة التحفيز الكهربي، إلا أن مبادئها وآلياتها الأساسية لا تزال غير واضحة.
قد أظهر أن تحفيز الكهربي في الجمجمة لـ 1 مللي أمبير (مللي أمبير) قد يصل إلى منطقة المهاد عند دائرة نصف قطر 13.33 مم. أظهرت اجهزة التحفيز الكهربي إحداث تغييرات في الرسم الكهربي الدماغ مما يؤدي إلى زيادة القوة النسبية ألفا وخفض القوة النسبية في ترددات دلتا وبيتا.
قد أظهرت أجهزة التحفيز الكهربي الوصول إلى مناطق القشرة وتحت القشرة من الدماغ، في التصوير المقطعي الكهرومغناطيسي ودراسات التصوير بالرنين المغناطيسي الوظيفية. لقد وجد أن استخدام تحفيز العلاج الكهربي القحفي يسبب تغيرات في الهرمونات العصبية والناقلات العصبية التي لها دور في الاضطرابات النفسية: زيادات كبيرة في بيتا إندورفين، هرمون قشر الكظر، والسيروتونين. زيادات معتدلة في الميلاتونين والنورادرينالين، زيادات بسيطة أو غير محددة في إنزيم الكولين، وحمض جاما أمينوبوتيريك، وديهيدرو إيبي أندروستيرون، وانخفاض معتدل في الكورتيزول.

## التاريخ
يعتقد أن نشأة التحفيز الكهربائي منخفض الكثافة قد كان في دراسات التيارات الجلفانية في البشر والحيوانات التي أجراها جيوفاني ألديني وأليساندرو فولتا وآخرون في القرن الثامن عشر. قد اختبر ألديني تيار الرأس الجلفاني في وقت مبكر من عام 1794 (بنفسه) وأبلغ عن نجاح علاج المرضى الذين يعانون من الكآبة مستخدمًا التيارات المباشرة منخفضة الكثافة في عام 1804.
في البداية دُرس التحفيز الكهربي في الجمجمة للأرق وسمي العلاج بالنوم الكهربائي. قد عُرف أيضًا باسم التحفيز الكهربائي-الجمجمي والعلاج الكهربائي عبر الجمجمة.
نظرًا لارتفاع العلاجات الصيدلانية للاكتئاب والقلق والأرق، مثل بروزاك في الثمانينيات وأمبين في التسعينيات، لم يكن التحفيز الكهربي في الجمجمة علاجًا معروفًا بين الأطباء والمرضى. خلال منتصف العقد الأول من القرن الحادي والعشرين، أدى الجمع بين العلامات التجارية الصيدلانية الشاملة بالإضافة إلى إعلانات الإنترنت إلى اكتساب أجهزة التحفيز الكهربي(CES) شهرة وشعبية. في عام 2011، تلقت الأجهزة اهتمام وسائل الإعلام من صحيفة وول ستريت جورنال.

## اللائحة
في الولايات المتحدة، تصنف إدارة الغذاء والدواء (FDA) تكنولوجيا الخدممة الصحية كجهاز طبي من الفئة الثالثة ويجب الاستغناء عنها أو استخدامها بناء على طلب من ممارس رعاية صحية مرخص، أي طبيب أو طبيب أمراض عقلية أو ممرضة أو طبيب نفسي أو مساعد طبيب أو اخصائي علاج مهني حاصل على ترخيص العلاج الكهربائي المناسب، وفقًا للأنظمة الحكومية. تشترط الولايات المتحدة وصفة طبية لأجهزة CES من مؤسسة مرخصة رعاية صحية. حيث صرحت إدارة الغذاء والدواء الأمريكية (FDA) أن هناك 11 جهازًا CES مصرح بتسويقها في الولايات المتحدة.
في حزيران/ يونيه 2014، أعلنت إدارة الغذاء والدواء الأمريكية أنها «قررت أن هناك معلومات كافية لإنشاء ضوابط خاصة، وأن هذه الضوابط الخاصة، إلى جانب الضوابط العامة، ستوفر ضمانًا معقولًا لسلامة وفعالية أجهزة CES. في هذا الإجراء، تسحب إدارة الأغذية والأدوية (FDA) القاعدة المقترحة والأمر المقترح لاستدعاء الموافقات السابقة [PMAs] لأجهزة CES. حيث تخطط إدارة الغذاء والدواء (FDA) إصدار اقتراح في المستقبل لإعادة تصنيف جهاز CES إلى الفئة الثانية.»